# Наумов, Дмитрий Викторович
Дми́трий Ви́кторович Нау́мов (род. 30 октября 1979, посёлок Мстёра, Вязниковского района, Владимирской области, СССР) — российский политический деятель. Глава города Владимир с 16 ноября 2022 года.

## Биография
Дмитрий Наумов родился 30 октября 1979 года в посёлке Мстёра, Владимирской области. После школы обучался в Вязниковском механико-технологическом техникуме (ныне Вязниковский технико-экономический колледж), трудился на рабочих специальностях.
В 2004 году окончил Владимирский государственный университет по направлению «экономика и управление на предприятиях городского хозяйства». В 2008 году прошел профессиональную переподготовку в Российской академии государственной службы при Президенте Российской Федерации по направлению «муниципальное управление».
Профессиональную деятельность начал в жилищно-коммунальной сфере Мстеры инженером по охране окружающей среды, далее получил приглашение на работу в администрацию Мстерского сельского округа, где прошёл путь от специалиста 2 категории до заместителя главы администрации.
В 2001—2005 годах - специалист, главный специалист администрации Мстерского сельского округа.
В 2006 году был назначен заместителем главы муниципального образования поселок Мстера, Вязниковского района.
В 2011—2012 годах работал заведующим отделом ЖКХ и окружающей среды в МКУ «Управление районного хозяйства Вязниковского района».
В 2012—2019 годах - заведующий отделом управления имуществом, землеустройства, строительства и архитектуры, затем - глава администрации муниципального образования поселок Мстера, Вязниковского района.
В 2019 году - временно исполняющий обязанности на посту главы администрации Гороховецкого района, после сложения полномочий скандально известного Алексея Бубелы. 25 сентября советом народных депутатов назначен на должность главы районной администрации. В сентябре 2021 года был переизбран на ту же должность на второй срок.
16 ноября 2022 года, из трёх кандидатов, единогласным решением владимирского горсовета, был избран на должность главы города Владимир.
С 21 ноября 2022 года, по результатам избрания на конкурсной основе, является главой города Владимира.

## Личная жизнь и увлечения
Женат, воспитывает дочь - студентку. Увлекается командными видами спорта.